# Vladimir Ponomarëv
Vladimir Alekseevič Ponomarëv (in russo Владимир Алексеевич Пономарёв?; Mosca, 18 febbraio 1940) è un ex calciatore sovietico, di ruolo difensore.

## Palmarès

### Club

#### Competizioni nazionali
- Campionato sovietico: 1

Dinamo Mosca: 1959